# Solidarna ekonomija
Pojam solidarne ekonomije odnosi se na sferu proizvodnje i razmene dobara i usluga unutar sektora koji čine preduzeća i organizacije vođene društvenim, a ne komercijalnim ciljevima. U samoj osnovi, koncept solidarne ekonomije ima za cilj kreiranje ekonomskog sistema koja se zasniva na pravičnosti, jednakosti i brizi o ugroženim i marginalizovanim članovima društva, umesto na profitu i neograničenoj akumulaciji bogatstva.

## Karakteristike
Ekonomija solidarnosti traži jedinstvo između proizvodnje i reprodukcije, izbegavajući osnovnu kontradikciju kapitalističkog sistema, koji razvija sektore produktivnosti, ali isključuje radnike iz pristupa njihovim koristima. Predstavlja izuzetno moćaj instrument za borbu protiv socijalne isključenosti, odnosno temelj humanizovane globalizacije, održivog razvoja i pravednog društva.
Jedna od glavnih karakteristika ekonomije solidarnosti jeste to da efikasnost ne može biti ograničena na materijalne koristi preduzeća, firmi, korporacija, već se definiše kao društvena efikasnost, te se meri u zavisnosti od kvaliteta života i sreće njenih članova i istovremeno, čitavog ekosistema.
Ekonomija solidarnosti bori se protiv logike kapitalističkog tržišta, koja dovodi do uverenja da se ljudske potrebe mogu ispuniti samo u obliku dobara, odnosno kroz privatni profit i akumulaciju kapitala.

## Istorijat
Ekonomija solidarnosti je korišćena kao koncept ekonomskog organizovanja još 1937. godine, kada se Felipe Alaiz zalagao za izgradnju “economıa solidaria” između radničkih kolektiva u urbanim i ruralnim oblastima tokom španskog građanskog rata. Savremena upotreba ovog termina pojavila se i u Francuskoj i u Južnoj Americi - posebno u Kolumbiji i Čileu, početkom 1980-ih godina.
Solidarna ekonomija razvila se sredinom 1990-ih u rastući društveni pokret sa zajedničkim istraživačkim planom i snažnom mrežom ekonomskih aktivnosti širom Latinske Amerike, Evrope i Kanade. U Brazilu, rad na solidarnoj ekonomiji bio je posebno snažan i uključivao je razvoj univerzitetskih istraživačkih programa, podršku „inkubatorima“ za zadruge i druga preduzeća sa solidarnom aktivnošću, kao i rast širokih lokalnih, regionalnih i nacionalnih mreža koje povezuju inicijative solidarnog ekonomije i praktičare. Slični napori su se razvili u Francuskoj, Španiji, Peruu, Argentini, Meksiku i Kvebeku, a krajem devedesetih mnoge od tih mreža su počele da se povezuju.
Međunarodna grupa za ekonomiju solidarnosti (Grupo Internacional de Econom´ıa Solidaria, ili GES) sazvala je sastanak u Limi, Peru 1997. godine, koji je po prvi put okupio predstavnike solidarne ekonomije iz čitavog sveta. Bilo je to rođenje međunarodnog pokreta i početak onoga što je kasnije postalo Interkontinentalna mreža za promociju ekonomije društvene solidarnosti (Red Intercontinental de Promoci´on de la Econom´ıa Social Solidari, RIPESS).

## Principi
Uprkos raznolikosti kulturne dinamike, postoje zajednički principi funkcionisanja solidarne ekonomije:
- društvena vrednost ljudskog rada,
- potpuno zadovoljenje potreba svih
- priznavanje fundamentalne uloge žena i ženske ekonomije zasnovane na solidarnosti,
- traganje za odnosom poštovanja prema prirodi, i
- vrednosti saradnje i solidarnosti.

Sfera solidarne ekonomije obuhvata širok spektar organizacionih oblika, zasnovanih na principima saradnje, solidarnosti i demokratskog upravljanja, i uglavnom uključuje: zadruge, socijalna preduzeća, asocijacije, fondacije, grupe za samopomoć, kooperativne banke i sisteme socijalnih finansija, alternativne prehrambene lance, fer trgovinske mreže, udruženja zaposlenih u neformalnom sektoru, kao i organizacije civilnog društva koje nastoje da prekinu zavisnost od donatorskih sredstava i ostvare samoodrživost.
Solidarna ekonomija nastoji da transformiše neoliberalni kapitalistički ekonomski sistem iz onog koji daje primat maksimiziranju privatnog profita i slepog rasta, na onaj koji stavlja ljude i planetu u prvi plan. Kao alternativni ekonomski sistem, ekonomija solidarnosti obuhvata sva tri sektora - privatni, javni i treći sektor.

## Socijalna i solidarna ekonomija
Pojam solidarne ekonomije se često poistovećuje sa pojmom socijalne ekonomije,  te se ova dva pojma neretko koriste kao sinonimi. Međutim, kao razlika između ova dva pojma moglo bi da se istakne to da se koncept socijalne ekonomije shvata kao korektiv i dopuna sadašnjem ekonomskom sistemu, dok koncept solidarne ekonomije zagovara transformaciju čitavog ekonomskog sistema na osnovu solidarnih principa.
Internacionalna mreža za promociju socijalne i solidarne ekonomije (RIPESS mreža) socijalnu ekonomiju uglavnom razume i definiše kao “treći sektor”, pored privatnog i javnog. Ona da uključuje zadruge, različita udruženja sa socijalnim ciljevima i ekonomskom delatnošću, kao i aktere koji obezbeđuju pristup finansijama za takve inicijative. Sa druge strane, solidarna ekonomija teži promeni socijalnog i ekonomskog sistema.
Prema shvatanju RIPESS mreže, solidarna ekonomija ima antikapitalistički karakter i nudi drugačiju paradigmu zasnovanu na principu solidarnosti. Solidarna ekonomija obuhvata i civilni i javni i privatni sektor, jer u cilju postizanja dobrobiti ljudi i prirodnog okruženja adresira državu i njene politike, upravljanje resursima, pitanje vlasništva, investiranje i upravljanje finansijama uopšte, proizvodnju, trgovinu, upotrebu i slično.
Suštinska razlika jeste to što solidarna ekonomija ima aspiracije da transformiše ekonomsku realnost, na sveobuhvatan način, dok se socijalna uglavnom zadovoljava stvaranjem delimično humanije oaze u postojećem ekonomskom sistemu. Neretko se o socijalnoj i solidarnoj ekonomiji govori i kao o spektru alternativnih modela okupljenih oko vrednosti humanizma, demokratije, solidarnosti, inkluzije, subsidijarnosti, diverziteta, kreativnosti, održivog razvoja, jednakosti, pravde, poštovanja i pluralizma.
Praksa potvrđuje da je stepen razvoja socijalnog preduzetništva u svakom društvu direktno srazmeran sa stepenom razvoja nacionalne ekonomije, zatim sa stepenom razvoja ljudskih prava, razvoja demokratije i svih drugih dostignuća savremene civilizacije. Zato se stanje socijalnog preduzetništva može tretirati kao jedan od pouzdanih indikatora ukupnog političkog, ekonomskog i socijalnog stanja u jednom društvu, ili drugim rečima u kojoj se meri politički, ekonomski i socijalni sistem jednog društva temelji na moralnim vrednostima.

## Solidarna ekonomija u regionalnom kontekstu

### Solidarna ekonomija u Evropi
U Evropi, socijalna ekonomija je prilično snažno ukorenjena i prethodi okvirima ekonomije solidarnosti. Prema oceni Internacionalna mreža za promociju socijalne i solidarne ekonomije, generalno gledano, podrška za socijalnu ekonomiju na nacionalnom ili na nivou EU se smanjuje, ali je sve više podrške na lokalnom nivou.
Organizacije koje se mogu definisati kao socijalna preduzeća, a koja su se razvila širom Evrope, sve su važnija preduzetnička dinamika u proteklih nekoliko decenija. U Evropi 2 miliona socijalnih i solidarnih organizacija predstavlja oko 10% svih kompanija.

### Solidarna ekonomija u Kanadi
Kvebek se oslanja na koncept socijalne ekonomije i nastoji da stvori pokret za transformaciju koji je veoma praktičan i utemeljen na lokalnom, teritorijalnom nivou. U ostatku Kanade, naglasak je na teritorijalnom okviru lokalnog ekonomskog razvoja.

### Solidarna ekonomija u Sjedinjenim Američkim Državama
Američke zadruge poseduju imovinu u vrednosti od 3 biliona dolara. One ostvaruju više od 500 milijardi dolara prihoda, dok plate svojim radnicima isplaćuju u iznosu 25 milijardi dolara. U Sjedinjenim Američkim Državama trenutno deluje oko dva miliona civilnih organizacija, a 70% njih osnovano je u zadnjih tridesetak godina.

## Spoljašnje veze
- Intercontinental network for the promotion of social solidarity economy